# Kyskhet
Kyskhet innebär temporär eller perpetuell sexuell avhållsamhet av religiösa, sexuella, hälso- eller moraliska skäl, i vid mening även efterlevnad av religiösa föreskrifter om sexuella handlingar och tankar.
Tillfällig och absolut kyskhet spelar en framträdande roll i många religioner (jämför celibat). Kyskhetsbuden är dock inte alltid eller överallt etiskt motiverade utan kan ingå i det rituella mönstret. Absolut religiös kyskhet är ofta förbunden med ställningen som munk eller nunna, ibland med prästämbete.
I västvärlden har termen blivit nära förknippad med sexuell avhållsamhet, särskilt före äktenskapet. Betydelsen av kyskhet sträcker sig dock utanför sexualiteten och kan användas för personer i alla civilstånd, oavsett om man är gift eller ensamstående, om man är lekman eller vigd till något av kyrkans ämbeten.
Kyskhet inom äktenskapet poängterar den livslånga troheten och utesluter därför sexuell kontakt med andra personer. Den räknas med bland de katolska kristna sju dygderna och ställs då som motsats till lustan. I många kulturer har kyskhet varit avgörande för en kvinnas, och i viss mån en mans, heder.
Kyskhet inom den katolska tron anses vara en ogift människas oskuld och en gift persons trohet till sin äkta hälft.